# Go-Ahead Group
The Go-Ahead Group plc er en britisk transportkoncern med hovedkvarter i Newcastle upon Tyne. De driver bus og tog i Storbritannien, Irland og Singapore. I 2022 blev virksomheden opkøbt af Kinetic Group (51 %) og Globalvia (49 %). 